# Sharone Vernon-Evans
Sharone Vernon-Evans (Scarborough, 28 de agosto de 1998), é um voleibolista indoor canadense que atua na posição de oposto.

## Carreira
Sharone Vernon-Evans ingressou no programa da equipe nacional no Centro de Treinamento em Gatineau, Quebec, quando tinha 18 anos. Ele ganhou medalhas de bronze com a equipe júnior no Campeonato NORCECA de 2016 e na Copa Pan-Americana 2017. Vernon-Evans fez sua estreia com a equipe nacional sênior na Liga Mundial de 2017, onde o Canadá conquistou a medalha de bronze ao derrotar a seleção norte-americana, sendo a primeira medalha da seleção canadense em um torneio internacional da FIVB. No mesmo ano conquistou a medalha de bronze no Campeonato NORCECA, onde foi eleito o melhor oposto do campeonato.
Em 2018, Vernon-Evans foi diagnosticado com uma fratura por estresse na tíbia esquerda enquanto jogava profissionalmente na Polônia. Ele passou por uma cirurgia e cinco meses de reabilitação, interrompendo sua temporada e fazendo com que perdesse a primeira edição da Liga das Nações. Ele se recuperou no ano seguinte a tempo de competir a Liga das Nações de 2019, em Chicago, onde ficou em 9º lugar.
Em 2021 assinou contrato com o clube japonês Osaka Blazers Sakai. No mesmo ano disputou sua primeira Olimpíada, onde ficou na 8ª posição nos Jogos Olímpicos de Tóquio.